# 라진구역
라진구역(羅津區域)은 조선민주주의인민공화국의 북동부 끝자락 북태평양 조선동해의 라선특별시의 한 구역이다. 관북 지방에 위치해 있으며 라선특별시 남부에 위치한다. 이 구역의 북쪽은 러시아-조선민주주의인민공화국 국경에 걸쳐있다.

## 행정구역
14동 2리로 구성되어 있다.
- 관곡동(寬谷洞)
- 남산동(南山洞)
- 동명동(東明洞)
- 신안동(新安洞)
- 신해동(新海洞)
- 신흥동(新興洞)
- 안주동(安住洞)
- 안화동(安和洞)
- 역전동(驛前洞)
- 유현동(踰峴洞)
- 지경동(地境洞)
- 창평동(倉坪洞)
- 청계동(淸溪洞)
- 해방동(解放洞)
- 무창리(武倉里)
- 후창리(厚倉里)

## 교통
라진역은 평양-라진을 연결하는 평라선과 청암-라진을 연결하는 함북선의 종착지이다.
하산라진철도는 1959년 개장하였으며 라진항과 러시아 하산을 잇는다. 강은 러시아-조선민주주의인민공화국 국경에 자연적으로 걸쳐있다. 이 철도는 2008~2013년 새로 개장되었다. 새로 개장된 노선의 조선민주주의인민공화국에서 하산까지의 석탄 운반은 2014년 여름 시작되었다.